# Společník na dlouhé trati
Společník na dlouhé trati (v originále Longtime Companion) je americký hraný film z roku 1989, který režíroval Norman René. Film se jako jeden z prvních zabývá šířením nemoci AIDS v 80. letech v USA. Film zachycuje skupinu lidí v časovém úseku od července 1981 do července 1989. Film byl promítán na filmovém festivalu v Cannes v sekci Un certain regard.

## Děj
Film začíná 3. července 1981, kdy The New York Times uveřejňují článek o tajemné rakovině postihující homosexuály. Většina gayů nevěnuje zprávě příliš pozornosti. Právník Paul a televizní herec Howard spolu žijí a Howard právě získal roli v televizním seriálu. Filmový agent Willy s kamarádem Johnem jsou na návštěvě u filmového scenáristy Seana a jeho partnera Davida. Willy se na párty seznamuje s Allanem zvaným Chlupáč.
30. dubna 1982. David a Willy jsou navštívit do nemocnice Johna, který dostal zápal plic. Howard má v seriálu být gay, což se mu ale nelíbí, protože by to mohlo ohrozit jeho budoucí kariéru. Willy a Chlupáč se stěhují do nového bytu. 
17. července 1983. Willy a Chlupáč jsou na návštěvě u Seana a Davida a probírají politiku a AIDS. Pak se dívají na seriálový díl, ve kterém hraje Howard, jehož postava prochází coming outem. Sean má pocit únavy a má strach, jestli také není nakažený. 
7. září 1984. Paul je v nemocnici na vyšetření. Do nemocnice přichází také Willy, který jde navštívit nemocného Seana. Willy má panický strach, že se od Seana nakazí.
22. března 1985. David pomáhá Seanovi se psaním scénáře, protože Sean už je v pokročilém stadiu nemoci. Paul je hospitalizovaný v nemocnici a Howard nemůže sehnat práci u filmu, protože si o něm myslí, že má také AIDS. Ve vztahu mezi Willim a Chlupáčem nastalo odcizení.
4. ledna 1986. Sean je již zcela nemohoucí a umírá. Davidovi pomáhá ošetřovatel. Willy a Chlupáč pomáhají Davidovi zařizovat pohřeb. 
16. května 1987. David má pohřeb, na kterém se setkávají jeho přátelé. 
10. září 1988. Chlupáč pracuje jako dobrovolník v centru pomoci lidem s AIDS. Willy také pracuje jako dobrovolník a pomáhá nemocnému Albertovi. Howard je nemocný a pořádá benefiční divadelní představení na boj proti nemoci AIDS.
19. července 1989. Willy a Chlupáč plánují protestní akci skupiny ACT UP a sní o tom, jaké to bude, až někdo objeví lék proti AIDS.

## Obsazení
| Campbell Scott        | Willy           |
| Patrick Cassidy       | Howard          |
| John Dossett          | Paul            |
| Mary-Louise Parkerová | Lisa            |
| Stephen Caffrey       | Allan / Chlupáč |
| Welker White          | Rochelle        |
| Bruce Davison         | David           |
| Mark Lamos            | Sean            |
| Dermot Mulroney       | John            |
| Michael Schoeffling   | Michael         |
| Brian Cousins         | Bob             |
| Dan Butler            | Walter          |
| Tony Shalhoub         | Paulův lékař    |
| Michael Carmine       | Alberto         |

## Ocenění
- Nominace na cenu Oscar v kategorii nejlepší herec ve vedlejší roli (Bruce Davison)
- Zlatý Glóbus (Bruce Davison)
- Independent Spirit Award (Bruce Davison)
- Cena Národní společnosti filmových kritiků (Bruce Davison)
- New York Film Critics Circle Award (Bruce Davison)
- Mediální cena GLAAD
- Sundance Film Festival (cena poroty – drama)